# یواس‌اس پوکاهانتس (وای‌تی-۲۶۶)
یواس‌اس پوکاهانتس (وای‌تی-۲۶۶) (به انگلیسی: USS Pocahontas (YT-266)) یک کشتی بود که طول آن ۱۰۰ فوت (۳۰ متر) بود. این کشتی در سال ۱۹۴۲ ساخته شد.